# 55112 Mariangela
55112 Mariangela è un asteroide della fascia principale. Scoperto nel 2001, presenta un'orbita caratterizzata da un semiasse maggiore pari a 2,9751777 UA e da un'eccentricità di 0,1188436, inclinata di 10,57413° rispetto all'eclittica.